# Schuko
Schuko is een afkorting van het Duitse woord Schutz-Kontakt, dat beschermcontact betekent.
Het is een in Europa veel gebruikt systeem van stopcontacten, oftewel van stekkers (officieel: contactstoppen) en contactdozen.
Internationaal is het bekend als Type F of, in het CEE-systeem, CEE 7/3 (contactdoos) en CEE 7/4 (stekker). De meeste Schuko stekkers worden uitgevoerd als hybride (CEE 7/7) of eurostekker (CEE 7/16), deze zijn ook compatibel met het Franse Type E. Apparaten die aangesloten worden met schukostekkers behoren tot de elektrische veiligheidsklasse I.

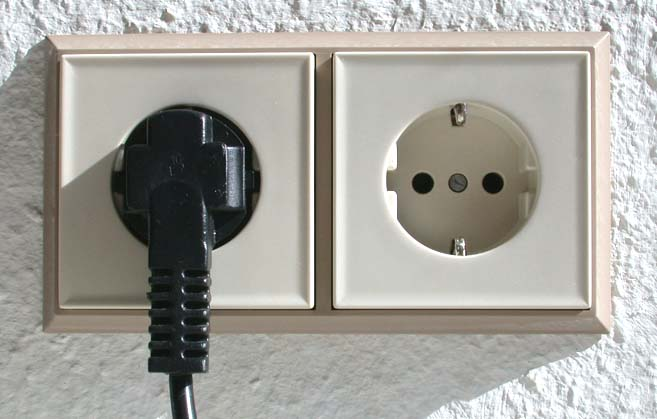
Twee schuko-wandcontactdozen. In de linker zit een stekker; samen met de doos vormt deze het “stopcontact” in de strikte betekenis.

## Opbouw

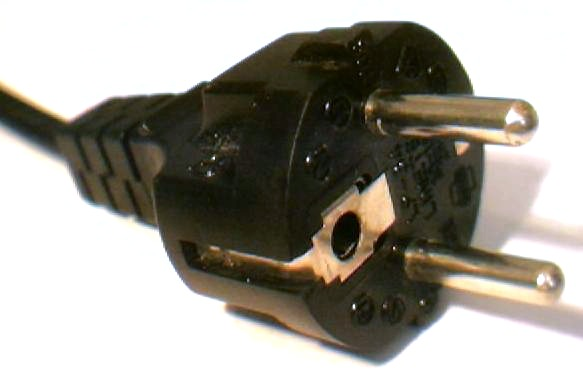
Een hybride CEE 7/7 contactstop. Deze is zowel geschikt voor het systeem type F (Schuko) als het Franse type E.

Aan de contactstop zitten twee ronde pennen met een doorsnee van 4,8 mm, een lengte van 19 mm en een hart-tot-hartafstand van eveneens 19 mm. Dit zijn de polen voor de fase en de nul. Het derde contact - bestaande uit twee in de rand verzonken metalen lippen - is het veiligheidscontact en wordt doorgaans het aard-, randaarde- of beschermingscontact genoemd.
De contactdoos heeft twee gaten waar de pennen van de contactstop in passen, en aan de zijkant twee verende metalen klemmen voor het aardcontact. Wordt de contactstop in de contactdoos gestoken, dan maken eerst de aardcontacten verbinding en daarna pas de twee stroomvoerende pennen.

## Bekabeling van apparaten
Voor het aansluiten van geaarde apparaten wordt een drieaderige stroomkabel gebruikt. Eén ader dient voor de fase (L), een voor de nul (N) en een voor de aarding. De isolatiemantel van de aardader moet altijd uitgevoerd zijn in de herkenningskleuren geel en groen. Deze ader moet in de contactstop aangesloten worden op het aardcontact en aan het andere uiteinde op de geleidende behuizing van het apparaat.

## Spanning en stroom
Het spanningsbereik van het schukosysteem ligt bij een nominale spanning van 220-240 volt en 50 hertz. Het stekkermateriaal wordt doorgaans ontworpen voor stromen tot 16 ampère, soms echter maar tot 10 ampère. Dit komt overeen met (apparaat)vermogens tot ongeveer 3680 respectievelijk 2300 watt.

## Ongeaarde stekkers

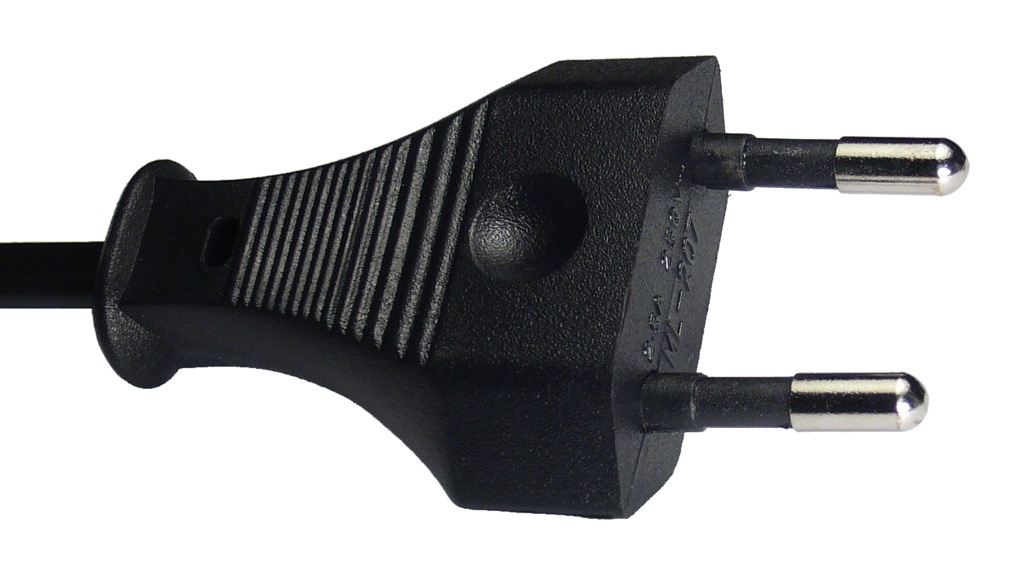
Een CEE 7/16 eurostekker

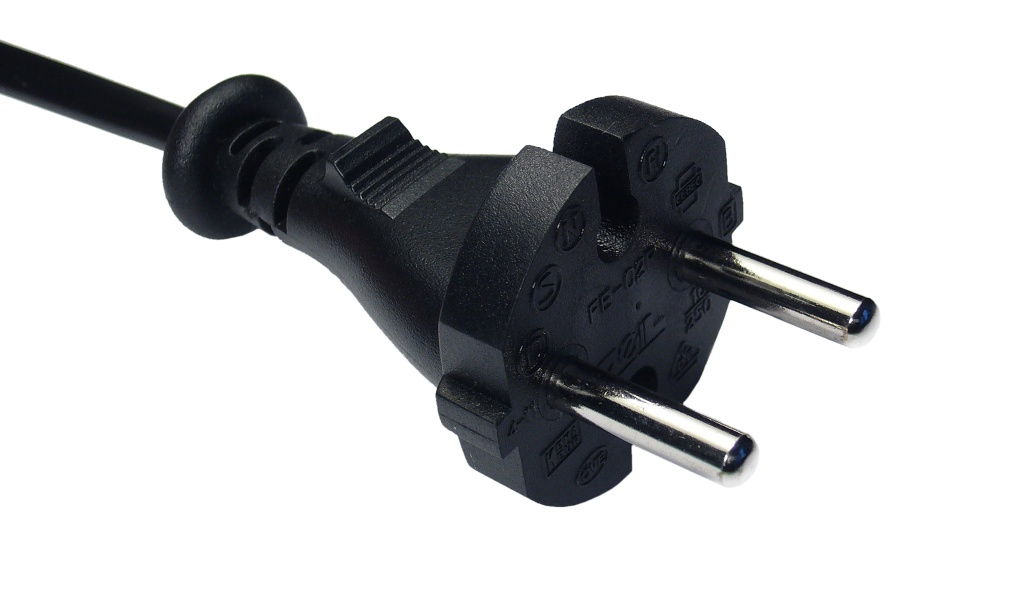
Een CEE 7/17 contourstekker

Een schuko-contactdoos is ook geschikt voor eurostekkers (CEE 7/16) en contourstekkers (CEE 7/17). Deze beide typen zijn ongeaard en mogen uitsluitend voor dubbelgeïsoleerde apparatuur worden gebruikt. Eurostekkers zijn plat en hebben wat dunnere pennen; ze zijn bedoeld voor stroomsterktes tot ca. 2,5 ampère. Contourstekkers zien er precies zo uit als schukostekkers, maar hebben in de randverzinkingen geen aardcontactlippen. Zij kunnen hogere stroomsterktes dan een eurostekker aan.